# Festival (pel·lícula de 1996)
Festival és una pel·lícula italiana del 1996 dirigida per Pupi Avati. Aquesta és fins ara l'única pel·lícula protagonitzada per l'actor Massimo Boldi en un paper dramàtic.

## Argument
Franco Melis és un actor còmic, acabat de tenir grans èxits amb les pel·lícules de sèrie z a partir de finals dels anys 1970, però que amb els anys ha malgastat els seus ingressos. En solitud i sense diners, Melis troba la força per reaccionar davant la seva depressió: a través del seu manager, Renzo Polpo, troba un paper en una pel·lícula molt allunyada de les seves actuacions anteriors, que es presenta en un festival de cinema d'alt perfil cultural i que sembla gaudir d'una oportunitat legítima de victòria.

## Repartiment
- Massimo Boldi: Franco Melis
- Gianni Cavina: Renzo Polpo
- Massimo Bonetti: Pigi
- Irene Grazioli: Elisabetta
- Paola Quattrini: Mirna
- Cinzia Monreale: Gea Calò
- Lorenzo Flaherty: Elio
- Margaret Mazzantini: Carla
- Isabelle Pasco: Alexandra
- Andrea Scorzoni: Pierannunzio
- Elide Melli: Nina
- Alberto Di Stasio: Leo
- Totò Cascio: ell mateix
- Claudio G. Fava: presentador dels premis
- Vincenzo Mollica:
- Gian Luigi Rondi:
- Gianni Franco: Pietro, el fotògraf

## Producció
La pel·lícula s'inspira en part en la figura de Walter Chiari que, al final de la seva carrera, va albergar una breu esperança de "rellançament" amb la pel·lícula Romance de Massimo Mazzucco, presentada al Festival de Cinema de Venècia i gràcies a la qual Chiari va ser la favorita per al premi de la prestigiosa Coppa Volpi el 1986. Tanmateix, va ser atorgat a Carlo Delle Piane pel paper interpretat a Regalo di Natale, dirigida pel propi Pupi Avati.

## Recepció
Va participar com a part de la secció oficial de la XVII edició de la Mostra de València, en la que va guanyar la Palmera de plata a la segona millor pel·lícula.